# Tajemnica Statuetki
Tajemnica Statuetki (с пол. — «Тайна статуэтки») — приключенческая игра 1993 года, разработанная и изданная компанией Metropolis Software для компьютеров на базе DOS. Это первая польская приключенческая игра. Её сюжет вращается вокруг вымышленного агента Интерпола Джона Поллака, который пытается разгадать тайну, связанную с кражей различных предметов антиквариата во всем мире.
Несмотря на то, что компьютерное пиратство было широко распространено в Польше, компании удалось продать от 4 до 6 тысяч экземпляров в момент релиза, а игра стала очень популярной в стране. Tajemnica Statuetki получила высокую оценку за свой сюжет и стала культурной вехой, которая помогла продвинуть и узаконить польскую индустрию видеоигр, несмотря на небольшую критику игровой механики и аудиовизуального дизайна.